# Рокки-Бой
Рокки-Бой (англ. Rocky Boy's Indian Reservation) — индейская резервация, расположенная на севере центральной части штата Монтана, США.

## История
До начала 1870-х годов большая часть равнинных оджибве пребывала вне юрисдикции каких-либо договоров и формально не относилась ни к Соединённым Штатам, ни к Канаде. Большинство равнинных оджибве, живших на территории США, не было включено в различные договоры с американскими властями, касающихся равнин Северной Дакоты и Монтаны.
Вождь безземельных оджибве Рокки-Бой обратился в Бюро по делам индейцев, а 14 января 1902 года к президенту США Теодору Рузвельту, попросив правительство США предоставить резервацию для его группы, состоящей из 130 мужчин, женщин и детей. Они были вынуждены покинуть районы на востоке и оказались безземельными. Также среди безземельных индейцев в Монтане была группа равнинных кри.
В ноябре 1909 года более 100 безземельных оджибве и кри собрались близ Хелены, чтобы переселиться на земли пикани в резервацию Блэкфит, куда их направили американские власти. Однако лидеры оджибве отказались там селиться, поскольку считали, что это земля пикани и они не имеют на неё право. Многие равнинные оджибве и кри отправились к форту Ассинибойн и поселились там. К 1912—1913 годам почти 600 индейцев из двух племён жили на территории округа Хилл около форта. 7 сентября 1916 года Конгресс США учредил резервацию Рокки-Бой, которая была образована частично за счёт земли, уступленной американской армией из форта Ассинибойн. Вскоре после того, как резервация была официально создана, многие безземельные оджибве и кри поселились рядом с теми, кто уже жил в Рокки-Бой.

## География
Резервация расположена на севере центральной части штата Монтана в горах Бэр-По, примерно в 64 км от американо-канадской границы, и включает часть округов Хилл и Шоуто. Общая площадь Рокки-Бой, включая трастовые земли (215,261 км²), составляет 444,383 км², из них 443,944 км² приходится на сушу и 0,439 км² — на воду. Административным центром резервации является статистически обособленная местность Бокс-Элдер. Рокки-Бой является наименьшей по площади индейской резервацией в штате Монтана.

## Демография
По данным переписи 2010 года население резервации составляло 3 323 человек, на 24 % больше, чем в 2000 году.
Согласно федеральной переписи населения 2020 года в резервации проживало 3 639 человек, насчитывалось 1 051 домашнее хозяйство и 916 жилых дома. Средний доход на одно домашнее хозяйство в индейской резервации составлял 30 139 долларов США. Около 35,2 % всего населения находились за чертой бедности, в том числе 37,7 % тех, кому ещё не исполнилось 18 лет, и 33,5 % старше 65 лет.
Расовый состав распределился следующим образом: белые — 50 чел., афроамериканцы — 0 чел., коренные американцы (индейцы США) — 3 512 чел., азиаты — 0 чел., океанийцы — 0 чел., представители других рас — 9 чел., представители двух или более рас — 68 человек; испаноязычные или латиноамериканцы любой расы составили 113 человек. Плотность населения составляла 8,19 чел./км².